# MKTO
MKTO ist ein US-amerikanisches Musik-Duo bestehend aus Malcolm Kelley und Tony Oller. Ihre Debütsingle Thank You wurde im Januar 2013 veröffentlicht. Die zweite Single Classic folgte im Juni 2013. Das erste Album von MKTO mit dem Titel MKTO wurde am 30. Januar 2014 veröffentlicht.

## Geschichte

### 2010–2012: Gründung
Malcolm Kelley und Tony Oller trafen sich 2010 während der Dreharbeiten für die Nickelodeon-Fernsehserie Gigantic, in welcher die von ihnen gespielten Figuren beste Freunde sind. Später formierten sie sich als Duo und kamen mit dem Namen MKTO auf, das sich aus den kombinierten Anfangsbuchstaben ihrer Vor- und Nachnamen bildet: MK für Malcolm Kelley und TO für Tony Oller.

### 2013 – Gegenwart:MKTO
Die beiden unterzeichneten einen Plattenvertrag bei Columbia Records und veröffentlichten ihre Debütsingle Thank You am 15. Januar 2013. Thank You ist eine Kreuzung aus Pop und Hip-Hop. Das Musikvideo zum Lied wurde am 4. Januar 2013 auf YouTube via VEVO hochgeladen und wurde über 500.000 mal in zwei Tagen angeklickt. Das Lied war ein finanzieller Erfolg und schaffte es in die Top Ten der australischen und neuseeländischen Single-Charts. MKTO veröffentlichten ihre zweite Single Classic zusammen mit dem Musikvideo am 20. Juni 2013. Ihr selbstbezeichnendes Album MKTO wurde am 30. Januar 2014 veröffentlicht. Das Musikvideo für ihre dritte Single und erstes Lied auf MKTO, God Only Knows wurde am 29. November 2013 auf YouTube and VEVO veröffentlicht. Im Februar 2014 schaffte es ihr Debütalbum auf Platz 1 in Australien und Platz 6 in Neuseeland. Während des Sommers 2014 gingen sie auf ihre erste Tour mit dem Titel American Dream Tour. Die dritte Single-Auskopplung in den USA ist American Dream.

## Diskografie

### Alben
- 2014: MKTO

### Singles
- 2013: Thank You
- 2013: Classic
- 2013: God Only Knows
- 2014: American Dream
- 2015: Bad Girls
- 2016: Superstitious[4]
- 2016: Superstitious (Chris McClenney Remix)[5]
- 2016: Hands off My Heart / Places You Go[6]
- 2016: Hands off My Heart (Mysto & Pizzi Remix)[7]
- 2018: How Can I Forget

## Auszeichnungen für Musikverkäufe
| Goldene Schallplatte - Australien - 2014: für die Single American Dream - Spanien - 2024: für die Single Classic Platin-Schallplatte - Australien - 2014: für die Single God Only Knows - Dänemark - 2014: für das Streaming Classic - 2024: für das Album MKTO - Italien - 2024: für die Single Classic - Kanada - 2014: für die Single Classic - Neuseeland - 2016: für die Single God Only Knows - 2020: für die Single American Dream - Schweden - 2014: für die Single Classic | 2× Platin-Schallplatte - Dänemark - 2021: für die Single Classic - Neuseeland - 2015: für die Single Thank You - 2023: für das Album MKTO 3× Platin-Schallplatte - Australien - 2014: für die Single Classic 4× Platin-Schallplatte - Australien - 2014: für die Single Thank You 6× Platin-Schallplatte - Neuseeland - 2025: für die Single Classic |

Anmerkung: Auszeichnungen in Ländern aus den Charttabellen bzw. Chartboxen sind in ebendiesen zu finden.
| Land/RegionAuszeichnungen für Musikverkäufe (Land/Region, Auszeichnungen, Verkäufe, Quellen) | Gold     | Platin       | Verkäufe  | Quellen              |
| -------------------------------------------------------------------------------------------- | -------- | ------------ | --------- | -------------------- |
| Australien (ARIA)                                                                            | Gold1    | 8× Platin8   | 595.000   | aria.com.au          |
| Dänemark (IFPI)                                                                              | —        | 4× Platin4   | 200.000   | ifpi.dk              |
| Deutschland (BVMI)                                                                           | Gold1    | —            | 150.000   | musikindustrie.de    |
| Italien (FIMI)                                                                               | —        | Platin1      | 100.000   | fimi.it              |
| Kanada (MC)                                                                                  | —        | Platin1      | 80.000    | musiccanada.com      |
| Neuseeland (RMNZ)                                                                            | —        | 12× Platin12 | 285.000   | radioscope.co.nz NZ2 |
| Schweden (IFPI)                                                                              | —        | Platin1      | 40.000    | sverigetopplistan.se |
| Spanien (Promusicae)                                                                         | Gold1    | —            | 30.000    | elportaldemusica.es  |
| Vereinigte Staaten (RIAA)                                                                    | —        | 2× Platin2   | 2.000.000 | riaa.com             |
| Vereinigtes Königreich (BPI)                                                                 | —        | 3× Platin3   | 1.800.000 | bpi.co.uk            |
| Insgesamt                                                                                    | 3× Gold3 | 32× Platin32 |           |                      |